# Bienes nacionales protegidos
Los Bienes nacionales protegidos son una categoría de áreas silvestres protegidas de Chile en la que están contenidos los bienes que estatales bajo tuición del Ministerio de Bienes Nacionales y que son considerados bienes del patrimonio natural y cultural dignos de proteger para el uso y goce de las generaciones actuales y futuras. Entre ellos se cuentan ecosistemas del desierto costero, desierto interior, bosque templado lluvioso, fiordos y archipiélagos, estepa costera, bosque y matorral esclerófilo y estepas altoandinas, humedales costeros y de altura, hábitats de especies amenazadas, oasis de niebla, cielos privilegiados para la observación astronómica, relictos de bosques nativos, grandes masas de selva húmeda, cajones cordilleranos, islas, orillas de ríos, lagos y cuerpos glaciares.
Se considera también que tienen un valor por las oportunidades que ofrece al país su desarrollo de corto y largo plazo en materia de turismo, ciencia, educación, protección y otros. Esta es una oportunidad para crear un instrumento de protección consistente en la auto destinación y posterior concesión a terceros para proyectos con fines de conservación y desarrollo sustentable, es decir para efectos del Sistema de Evaluación de Impacto Ambiental.
En su portal, el ministerio de Bienes Nacionales escribe:
Bienes Nacionales Protegidos corresponde, entonces, a un subsistema de propiedad pública y administración privada de áreas de conservación, a través de un proceso de toma de decisiones participativo que permite la incorporación de privados a la administración de áreas y al manejo sustentable de los recursos patrimoniales fiscales contenidos en los predios protegidos.